# Gante-Wevelgem 1948
La Gante-Wevelgem 1948 fue la 11.ª edición de la carrera ciclista Gante-Wevelgem y se disputó el 9 de mayo de 1948 sobre una distancia de 276 km.  
El belga Valère Ollivier (Bertin-Wolber) ganó en la prueba al imponerse al sprint a su compañero de fuga, su compatriotas Albert Ramon. Hilaire Couvreur completó el podio.  

## Clasificación final
| Posición | Ciclista                 | Equipo               | Tiempo    |
| -------- | ------------------------ | -------------------- | --------- |
| 1        | Valère Ollivier          | Bertin-Wolber        | 7h 31'00" |
| 2        | Albert Ramon             | Groene Leeuw         | m.t.      |
| 3        | Hilaire Couvreur         | Lygie                | a 18"     |
| 4        | Raymond Impanis          | Alcyon-Dunlop        | a 26"     |
| 5        | Gérard Buyl              | Dossche Sport        | a 4'35"   |
| 6        | Emmanuel Thoma           | Arliguie-Hutchinson  | a 4'50"   |
| 7        | Jean Bogaerts            | Garin-Wolber         | m.t.      |
| 8        | Achiel Buysse            | Thompson             | m.t.      |
| 9        | Constant Lauwers         | Erka-Dunlop          | m.t.      |
| 10       | Jean-Baptiste Verpoorten | Elvé/Météore/Griffon | m.t.      |